# 钱小惠
钱小惠（1928年—2018年），男，安徽芜湖人，中国作家。北京市文联理事，中国作协会员，北京诗词学会会员。

## 生平
1928年生。是老一辈文学家阿英的次子。在父亲的影响下，13岁参加新四军，1948年开始发表作品。
1950年代，他先后在大连、天津、丰台等机务段和铁路工厂体验生活，与工人一起干活，同时从事文学创作。1954年9月，他离开北京，开始在长辛店二七机车车辆厂工作。1960年到1966年，钱小惠先后担任工厂人事科科长、副厂长、政治部副主任、党委副书记等职务。
1960年代初，钱小惠和魏巍前往北京、武汉、上海、南京、长沙广州等地收集材料，实地进行采访。1956年7月，他们的作品《红色的风暴》由工人出版社出版，1959年7月被改编成连环画。
1977年父亲病逝。1978年被调到北京文联工作。晚年整理父亲的文稿，出版了回忆父亲的传记。
2018年7月29日在北京逝世，享年90岁。

## 作品
著有木刻漫画集《战争与生产》，小说《突破》，散文集《死车的复活》、《生活之路》，长篇纪实文学《山花烂熳》、《岁月如歌》等。